# Hahnpolynom
Inom matematiken är Hahnpolynomen en familj ortogonala polynom, introducerade av Pafnutij Tjebysjov 1875. Wolfgang Hahn upptäckte dem på nytt 1949. De definieras med hjälp av generaliserade hypergeometriska funktionen som
{\displaystyle Q_{n}(x;\alpha ,\beta ,N)={}_{3}F_{2}(-n,-x,n+\alpha +\beta +1;\alpha +1,-N+1;1).\ }

## Ortogonalitet
{\displaystyle \sum _{x=0}^{N-1}Q_{n}(x)Q_{m}(x)\rho (x)={\frac {1}{\pi _{n}}}\delta _{m,n},}
{\displaystyle \sum _{n=0}^{N-1}Q_{n}(x)Q_{n}(y)\pi _{n}={\frac {1}{\rho (x)}}\delta _{x,y}}
där δx,y är Kroneckers delta, samt
{\displaystyle \rho (x)=\rho (x;\alpha ;\beta ,N)={\binom {\alpha +x}{x}}{\binom {\beta +N-1-x}{N-1-x}}/{\binom {N+\alpha +\beta }{N-1}}}
och
{\displaystyle \pi _{n}=\pi _{n}(\alpha ,\beta ,N)={\frac {N-1}{n}}{\frac {2n+\alpha +\beta +1}{\alpha +\beta +1}}{\frac {\Gamma (\beta +1,n+\alpha +1,n+\alpha +\beta +1)}{\Gamma (\alpha +1,\alpha +\beta +1,n+\beta +1,n+1)}}/{\binom {N+\alpha +\beta +n}{n}}}.